# Maury Yeston
Maury Yeston (Jersey City, 23 de outubro de 1945) é um compositor, letrista, educador e musicista norte-americano. Como reconhecimento, foi nomeado ao Oscar 2010 na categoria de Melhor Canção Original por "Take It All". do filme Nine.